# Durchlieferung
Eine Durchlieferung im strafrechtlichen Sinn liegt vor, wenn ein Ausländer aus einem anderen Staat in einen dritten Staat ausgeliefert wird und im Zuge der Auslieferung der Hoheitsbereich eines weiteren Staates berührt wird. Beispielsweise liefert Staat A einen mutmaßlichen Straftäter zur Strafverfolgung oder -vollstreckung an Staat B aus; das Flugzeug, mit dem der Straftäter transportiert wird, landet in Staat C zwischen. Für Staat C ist die Auslieferung von Staat A nach Staat B eine Durchlieferung.

## Deutschland
Der Durchlieferung eines Deutschen durch das Staatsgebiet der Bundesrepublik steht grundsätzlich Art. 16 Abs. 2 Satz 1 GG entgegen. Die Schrankenregelung des Art. 16 Abs. 2 Satz 2 GG lässt jedoch auch für die Durchlieferung gesetzliche Ausnahmen zu (siehe z. B. unten zu § 83f Abs. 3 IRG).
Soweit keine völkerrechtlichen Abkommen zwischen Deutschland und den beteiligten anderen Staaten vorliegen, wird die Situation der Durchlieferung im Dritten Teil (§§ 43 bis 47) des IRG (Gesetz über die internationale Rechtshilfe in Strafsachen) geregelt. Danach ist eine Durchlieferung nur eingeschränkt zulässig; so muss etwa die Tat, wegen der die Durchlieferung erfolgen soll, auch in Deutschland strafbar sein (§ 43 Abs. 3 Nr. 1 IRG).
Für die Durchlieferung aus einem Mitgliedsstaat der Europäischen Union in einen anderen Mitgliedsstaat gilt § 83f IRG. Betrifft eine Durchlieferung gem § 83f IRG einen deutschen Staatsbürger, müssen die Einschränkungen des § 83f Abs. 3 IRG (und über § 83f Abs. 3 Satz 3 auch § 80 Abs. 4 IRG) berücksichtigt werden.

## Österreich
Die Aus- und Durchlieferung von Personen an einen anderen Staat zu Zwecken der Strafverfolgung ist seit 1980 im Auslieferungs- und Rechtshilfegesetz (ARHG) geregelt. 